# Mabinogion
El Mabinogion és una col·lecció de contes medievals gal·lesos coneguts a través de dos importants manuscrits anomenats Llyfr Gwyn Rhydderch (Llibre blanc de Rhydderch, recopilat entre el 1300 i el 1325) i Llyfr Coch Hergest (Llibre vermell de Hergest, entre el 1375 i el 1425). És considerada una de les obres mestres de la prosa medieval europea; es basa en relats cantats des de temps immemorials sobre temes mitològics, esdeveniments dels segles V i VI (l'edat heroica gal·lesa), i contes populars. Conté les obres:
- Pwyll Pendefig Dyfed (Pwyll, príncep de Dyfed): conta la vida dels pares de Pryderi, el seu naixement, pèrdua i redescobriment.
- Branwen Ferch Llŷr (Branwen, filla de Llŷr): tracta sobre el matrimoni de Branwen amb el rei d'Irlanda. Pryderi hi apareix però no és el protagonista.
- Manawydan Fab Llŷr (Manawyddan, fill de Llŷr): el retorn a casa de Pryderi amb Manawydan, germà de Branwen.
- Math Fab Mathonwy (Math, fill de Mathonwy): sobre Math i Gwydion, que entren en conflicte amb Pryderi.

## Traduccions
- Ford, Patrick K. The Mabinogi and Other Medieval Welsh Tales. Berkeley: University of California Press, 1977. ISBN 0-520-03414-7
- Gantz, Jeffrey. Trans. The Mabinogion. Londres i Nova York: Penguin Books, 1976. ISBN 0-14-044322-3.
- Guest, Lady Charlotte. The Mabinogion. Dover Publications, 1997. ISBN 0-486-29541-9
- Jones, Gwyn and Jones, Thomas. The Mabinogion. Everyman's Library, 1949; revised in 1989, 1991.
- Mabinogion, introducción, traducción y notas por Victoria Cirlot. Barcelona: PPU, 1986. [traducció a l'espanyol] ISBN 8476650744
  - Jones, George (Ed), 1993 edition, Everyman S, ISBN 0-460-87297-4;
  - 2001 Edition, (Preface by John Updike), ISBN 0-375-41175-5;